# Iman (modelo)
Iman Mohamed Abdulmajid (somali: Iimaan Maxamed Cabdulmajiid, árabe: ايمان محمد عبد المجيد; 25 de Julho de 1955), conhecida profissionalmente como Iman ("fé" em árabe), é uma modelo, atriz e empreendedora somali-americana. Pioneira no campo de cosméticos étnicos, ela também é conhecida por seu trabalho de caridade. É viúva do músico inglês David Bowie, com quem se casou em 1992.

## Vida
Filha do embaixador da Somália na Arábia Saudita, Iman estudou no Egito e mais tarde mudou-se para Nairóbi, no Quênia, onde seus pais fixaram residência permanente. Formou-se pela Universidade de Nairóbi, e é fluente em cinco línguas: somali, árabe, inglês, italiano e francês. Estudou ciências políticas e foi descoberta como modelo pelo fotógrafo estadunidense Peter Beard. 

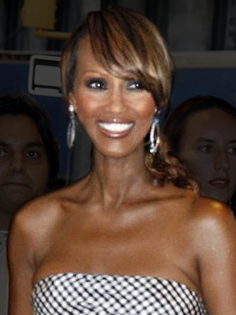
Iman em 2009.

Iman mudou-se para os Estados Unidos e em 1977 casou-se com o jogador de basquete afro-americano Spencer Haywood, com quem teve uma filha em 1979, Zulekha Haywood. O casal divorciou-se em 1987. Iman casou-se com o falecido astro do rock britânico David Bowie em 1992, com quem teve uma filha, Alexandria Zahra, em 2000. Iman obteve cidadania estuadunidense e é atualmente CEO de sua própria empresa, Iman Cosmetics, Skincare and Fragrances, uma linha de produtos de estética que ela lançou especialmente para mulheres de pele negra. Além da carreira como modelo, Iman também aparece em filmes, séries de televisão e como o personagem Iman do jogo Omikron:The Nomad Soul, da empresa de jogos EIDOS.
Iman é também embaixadora oficial do projeto "Mantenha uma Criança Viva" (Keep A Child Alive) veja em http://www.Keepachildalive.org, que provê remédios para crianças portadoras de AIDS/HIV na África e Índia. 
Iman é uma das estrelas do programa de televisão a cabo BRAVO, chamado Project Runway.

## Curiosidade
Participou do vídeo clipe da música Remember The Time do cantor e compositor Michael Jackson em 1992, na qual interpreta a esposa de um Faraó egípcio interpretado pelo ator e comediante Eddie Murphy. No clipe, Iman e Jackson se beijam em uma das cenas.